# Sapfisk strof
Sapfisk strof, efter den grekiska skaldinnan Sapfo från Lesbos, är ett orimmat antikt versmått som består av tre elvastaviga,  "enfotade", rader med en avslutande adonisk versrad.
Sapfisk strof användes av latinska diktare som Catullus och Horatius. Även Tomas Tranströmer har använt versmåttet.

## Exempel
à la Alf Henrikson Verskonstens ABC

Den-/na /strof /är /verk-/lig-/en /myck-/et /Sap-/fisk

And-/ra /ra-/den /låt-/er /som /först-/a /ra-/den

Tre-/dje /ra-/den /di-/to, /men /fjär-/de /ra-/den

Rump-/hugg-/es /här-/med